# Université nationale des Samoa
L’Université nationale des Samoa (en anglais : National University of Samoa) est une université publique samoane, fondée en 1984. Le campus est situé dans la capitale samoane, Apia.
L'université embauche environ 408 personnes (staff et professeurs), et 2 700 étudiants y sont inscrits en 2020.
L'université est composée de cinq facultés principales :
- économie (entrepreneuriat) ;
- éducation ;
- médecine (soins infirmiers) ;
- sciences humaines ;
- sciences.

En outre, l'Institut de technologie (Institute of Technology) comprend une école d'études générales, une école d'ingénierie, et une école maritime.
À noter que le gymnase de l'université a été utilisé pour les Jeux du Pacifique Sud de 2007.

## Étudiants
Seuula Ioane, professeur des écoles de longue date et âgé de 63 ans, est étudiant en licence d'Éducation à l'université nationale au moment où il est nommé en 2021 ministre de l'Éducation dans le gouvernement. Il a alors la responsabilité ministérielle pour l'université où il est étudiant. Il y obtient sa licence quelques mois plus tard.